# 公北駅
公北駅（コンブクえき）は朝鮮民主主義人民共和国慈江道長江郡に位置する朝鮮民主主義人民共和国鉄道省江界線の駅である。

## 隣の駅
江界線
勝芳駅 - 公北駅 - 五一駅